# Pterolophia laterialbipennis
Pterolophia laterialbipennis är en skalbaggsart som beskrevs av Stefan von Breuning 1964. Pterolophia laterialbipennis ingår i släktet Pterolophia och familjen långhorningar. Inga underarter finns listade i Catalogue of Life.